# Jambegali, Khanapur
Jambegali là một làng thuộc tehsil Khanapur, huyện Belgaum, bang Karnataka, Ấn Độ.